# Else Granheim
Else Hildegard Brevig Granheim (Oslo, 16 de marzo de 1926-Asker, 7 de marzo de 1999) fue una bibliotecaria noruega y funcionaria pública del sistema de bibliotecas públicas y escolares noruegas. Entre 1979 y 1985 se desempeñó como presidenta de la Federación Internacional de Asociaciones de Bibliotecarios y Bibliotecas (IFLA), por lo cual se convirtió en la primera mujer presidenta de esta federación, cincuenta y dos años después de su fundación.

## Primeros años
Nació en Oslo, hija del granjero Torstein Brevig e Ingeborg Hauge. Después de vivir con su familia en Enebakk, debido al divorcio de sus padres, se mudó con su madre a Trondheim, cuando tenía cuatro años. 
Ya en la escuela secundaria, su interés por la literatura se despertó, y la carrera de bibliotecaria se convirtió en una opción fácil para ella.
Se casó con Harald Granheim en 1952.

## Carrera profesional
Granheim comenzó como pasante en la Biblioteca Pública de Trondheim y luego estudió en la Escuela de Bibliotecas del Estado en Oslo. Después de graduarse allí en 1949, regresó como bibliotecaria en su ciudad durante un año.
En 1950 ingresó para desempeñar el cargo de bibliotecaria en la Dirección Nacional de Bibliotecas públicas y escolares noruegas (Statens bibliotektilsun).Su carrera continuó en los puestos de supervisora y consultora; fue nombrada directora de supervisión desde 1973 hasta su jubilación en 1991.
Además del cargo de directora, ocupó las responsabilidades editoriales de la revista Bok og bibliotek (Libro y Biblioteca) desde 1970 a 1985 y coeditora de la publicación Scandinavian Public Library Quarterly entre 1968 y 1973.
La práctica en la biblioteca de Trondheim caracterizó su carrera profesional. Tuvo una fe inquebrantable en la biblioteca como institución democrática; donde todos deberían tener el mismo acceso a la información, independientemente de los ingresos y el lugar de residencia. Incluso aquellos con menos recursos, aquellos con discapacidades, aquellos que no tuvieron la oportunidad de visitar la biblioteca por ellos mismos, todos debían tener oportunidades para acceder al servicio de la biblioteca. Ella luchó por esto en comités públicos, por escrito y en discursos.
Else Granheim fue llamada «la madre del derecho bibliotecario moderno» en Noruega. Como secretaria del comité que promovió la propuesta de una nueva ley de bibliotecas, que fue aprobada en 1971, tuvo una gran influencia en los preparativos. Una novedad en la ley fue que las bibliotecas públicas no solo deberían ser parte de la política pública general de educación y cultura, sino también ser consideradas como un elemento central de la política escolar y educativa. El sistema de bibliotecas en los municipios debía organizarse como un solo sistema.
También fue miembro de la Comisión Nacional de Noruega para la Unesco, miembro del Consejo Intergubernamental del Programa de Información General (PGI) de la Unesco y presidenta del Comité de Literatura y Biblioteca del Consejo Nórdico de Ministros.

## Actividad internacional
Principalmente por su trabajo internacional en la Federación Internacional de Asociaciones de Bibliotecarios y Bibliotecas (IFLA) es por lo cual se la recuerda. Participó activamente desde 1962 siendo miembro corresponsal de la sección Edificios de Bibliotecas, luego miembro del comité permanente de la sección de Bibliotecas públicas. Cuando la IFLA realizó su 41.a Conferencia General y Reunión de Consejo, en Oslo en 1975, fue la coordinadora del Comité Organizador Noruego. Desde 1977 comenzó a formar parte de la Junta de Gobierno, y en 1979, asumió como la primera mujer en la historia de la organización en ser elegida presidenta.
Lo que marcó particularmente su presidencia de seis años fue la lucha por involucrar a los países en desarrollo en el mejoramiento de las bibliotecas. Durante este período, la IFLA organizó sus primeras conferencias en Asia y África. Además, Else Granheim fue una constructora de alianzas entre las bibliotecas de Europa oriental y occidental.
Durante su gestión como presidenta se ocupó principalmente del desarrollo de las relaciones con otras organizaciones internacionales de temáticas hermanadas, como la FID (International Federation for Information and Documentation) y el ICA (International Council on Archives), además las convocó en 1980 a un encuentro político de alto nivel en Bellagio, Italia.
También trabajó arduamente para crear su propio programa de bibliotecas para el Tercer Mundo, denominado Advancement of Librarianship in the Third World. (ALP).

Bajo su mandato, la IFLA se convirtió en una organización más global y, sin esfuerzo, logró conciliar su espíritu profesional con capacidad de negociación, espíritu de grupo y calidez."

## Premios y reconocimientos
Fue condecorada Caballero de primera clase de la Orden de San Olaf en 1989.
La IFLA le otorgó el reconocimiento de Presidenta Honoraria en 1985.

## Fallecimiento
Falleció después de una larga enfermedad, el 7 de marzo de 1999.